# Доктор Хто (сезон 11, 2018)

Одинадцятий сезон британського науково-фантастичного телесеріалу «Доктор Хто» вийшов 7 жовтня 2018 року та завершився 9 грудня 2018 року. Після того, як Стівен Моффат і Браян Мінчін покинули шоу після десятого сезону, серіал вперше очолив Кріс Чібнолл як головний сценарист, шоуранер і виконавчий продюсер разом із виконавчими продюсерами Меттом Стрівенсом та Семом Гойлом. Цей сезон є одинадцятим, що виходить в ефір після відродження програми в 2005 році, і тридцять сьомим сезоном загалом. Це також знаменує собою початок третьої ери виробництва нью-скулу, починаючи відлік від перших серій Рассела Т. Девіса з 2005–2010 років і Моффата з 2010–2017 років. Цей сезон транслювалася по неділях, вперше за всю історію шоу; регулярні епізоди відродженої епохи раніше транслювали по суботах. Після серіалу був новорічний спеціальний епізод «Рішення» замість традиційного щорічного спеціального випуску на Різдво.
Серіал представляє Джоді Віттакер як Тринадцятого Доктора, нове втілення Доктора, інопланетного Володаря Часу, який подорожує крізь час і простір у своїй ТАРДІС, яка зовні виглядає як будка британської поліції. У серіалі також представлені Бредлі Волш, Тосін Кол та Мендіп Ґілл як нові супутники Доктора, Грем О'Браян, Раян Сінклейр та Ясмін Кхан відповідно. Серіал розповідає про Тринадцятого Доктора, яка спочатку шукає свою втрачену ТАРДІС, випадково взявши з собою Грема, Раяна та Ясмін у свої подорожі. Пізніше всі троє думають про повернення до нормального життя, але вирішують продовжити подорож з Доктором. Замість загальних сюжетів, подібних до попередніх серій, кожен епізод серіалу служив переважно як окрема історія.
За винятком Чібнолла, кожен сценарист і режисер, які працювали над одинадцятим сезоном, вперше брали участь у розробці серіалу. Режисерами десяти епізодів виступили Джеймі Чайлдс, Марк Тондерай, Саллі Апрахаміан та Дженніфер Перрот, а сценаристом — Мелорі Блекман, Ед Хайм, Піт МакТіґ, Віней Патель, Джой Вілкінсон та сам Кріс Чібнолл, який самостійно написав п’ять епізодів для серіалу і ще один спільно з Блекманом. Зйомки серіалу розпочалися в жовтні 2017 року і завершилися в серпні 2018 року.

## Список серій
Вперше після сьомого сезону, а отже, вдруге в історії програми, кожен епізод серіалу був переважно окремою історією без кількох частин.
| 277     | 1  | «Жінка, що впала на Землю» «The Woman Who Fell to Earth»       | Джеймі Чайлдс     | Кріс Чібнолл                   | 7 жовтня 2018     | 10.96 | 83 |
| 278     | 2  | «Примарний пам'ятник» «The Ghost Monument»                     | Марк Тондерай     | Кріс Чібнолл                   | 14 жовтня 2018    | 9.00  | 82 |
| 279     | 3  | «Роза» «Rosa»                                                  | Марк Тондерай     | Малорі Блекмен та Кріс Чібнолл | 21 жовтня 2018    | 8.41  | 83 |
| 280     | 4  | «Арахніди у Великій Британії» «Arachnids in the UK»            | Саллі Апрагаміан  | Кріс Чібнолл                   | 28 жовтня 2018    | 8.22  | 83 |
| 281     | 5  | «Головоломка Цуранга» «The Tsuranga Conundrum»                 | Дженніфер Перротт | Кріс Чібнолл                   | 4 листопада 2018  | 7.76  | 79 |
| 282     | 6  | «Демони Пенджабу» «Demons of the Punjab»                       | Джеймі Чайлдс     | Віней Пател                    | 11 листопада 2018 | 7.48  | 80 |
| 283     | 7  | «Керблам!» «Kerblam!»                                          | Дженніфер Перротт | Піт Мактіг                     | 18 листопада 2018 | 7.46  | 81 |
| 284     | 8  | «Шукачі відьом» «The Witchfinders»                             | Саллі Апрагаміан  | Джой Вілкінсон                 | 25 листопада 2018 | 7.21  | 81 |
| 285     | 9  | «Воно уводить тебе» «It Takes You Away»                        | Джеймі Чайлдс     | Ед Гайм                        | 2 грудня 2018     | 6.42  | 80 |
| 286     | 10 | «Битва на Ранскур Ав Колосі» «The Battle of Ranskoor Av Kolos» | Джеймі Чайлдс     | Кріс Чібнолл                   | 9 грудня 2018     | 6.65  | 79 |
| Special |    |                                                                |                   |                                |                   |       |    |
| 287     | –  | «Рішення» «Resolution»                                         | Вейн Іп           | Кріс Чібнолл                   | 1 січня 2019      | 7.13  | 80 |

## Кастинг
Сезон представив Джоді Віттакер як Тринадцятого Доктора. Її попередник Пітер Капальді відішов від ролі Дванадцятого Доктора після десятого сезону, сумарно зігравши цю роль у трьох сезонах. Його остання поява відбулася в різдвяному випуску 2017 року «Двічі в часі». У лютому 2017 року Моффат заявив, що Чібнолл намагався переконати актора залишитися ще принаймі на один сезон, але, незважаючи на це, Капальді все ж вирішив піти.
Очолений Чібноллом пошук актора на роль Тринадцятого Доктора почався пізніше в 2017 році після того, як він завершив роботу над третім сезоном серіалу від ITV «Бродчерч», в якому він також був головним сценаристом і виконавчим продюсером. Чібнолл мав останнє слово щодо вибору актора, хоча також брались до уваги рішення Шарлотти Мур та Пірса Венгера, режисера контенту та керівника драми BBC відповідно . 16 липня 2017 року після фіналу турніру Вімблдону серед чоловіків 2017 було оголошено, що Віттакер гратиме тринадцяту інкарнацію Доктора. 
Після завершення десятого сезону було підтверджено, що ні Метт Лукас, ні Перл Макі не повернуться до своїх ролей супутників Нардола і Білл Поттс в одинадцятому сезоні. Отже, одинадцятий сезон представив новий набір супутників, у тому числі Бредлі Волша, Тосіна Кола та Мендіп Ґілл у ролі Грема О'Браяна, Раяна Сінклейра та Ясмін Кхан відповідно. Волш був фаворитом на цю роль з тих пір, як у серпні 2017 року з'явилися чутки про його кастинг. Акторка Шерон Д. Кларк також має повторювану роль у серіалі як Грейс, дружина Грема.
8 березня 2018 року Алан Каммінг оголосив, що він отримав роль короля Якова I в одному з епізодів. 25 березня комік Лі Мак заявив, що ненадовго з'явиться в одній серії. Шон Дулі також з'являється в серіалі. У віньєтці «Незабаром» під час заключних титрів прем'єрного епізоду «Жінка, яка впала на Землю» було показано ряд запрошених акторів, які з'явилися в інших епізодах серіалу: Марк Едді, Джулі Гесмондхалг, Шейн Заза, Шобна Гулаті, Бретт Ґолдштейн, Джош Бовмен, Шивон Фіннеран, Лоїс Чімімба, Сьюзен Лінч, Гамза Джитуа, Арт Малік, Сюзанна Пекер, Вінетт Робінсон, Аміт Суман, Бен Бейлі Сміт, Філліс Логан і Кріс Нот.

## Виробництво

### Розробка
У квітні 2015 року Стівен Моффат підтвердив, що «Доктор Хто» виходитиме щонайменше ще п’ять років, до 2020 року. У січні 2016 року було оголошено, що десятий сезон стане останнім для Моффата як виконавчого продюсера та головного сценариста після семи років роботи шоуранера, на цій посаді його замінив Кріс Чібнолл у 2018 році. Метт Стревенс є виконавчим продюсером разом із Чібноллом та Семом Гойлом. Після відходу Моффат заявив у лютому 2017 року, що не планує писати сценарії для одинадцятої частини.
Серіал складався з 10 епізодів, що є меншим порівняно з 12 та 13 епізодами, які складали попередні десять сезонів відродженої ери. Епізоди тривали в середньому 50 хвилин кожен, а прем’єрний тривав 64 хвилини  , тому BBC описали його як «повнометражний» . Чібнолл заявив на Comic-Con в Сан-Дієго 2018 року, що кожен епізод серіалу мав бути окремою історією без поділу на частини.

### Сценарій
У липні 2018 року було оголошено, що команда сценаристів одинадцятого сезону вперше в історії шоу включатиме людей з темношкірих та національних меншин, включаючи двох жінок і трьох чоловіків, які виступатимуть як запрошені автори, тоді як серіал загалом матиме рівний розподіл між жінками та чоловіками-режисерами. Усі редактори одинадцятого сезону, крім одного, були жінками. Чібнолл і Стревенс заявили, що різноманітна виробнича команда є їхнім пріоритетом.
Сценаристи та режисери шоу були офіційно оголошені в випуску журналу Doctor Who у серпні 2018 року. Мелорі Блекман, Ед Гайм, Піт МакТіґ, Віней Патель і Джой Вілкінсон зайнялися сценаріями.
У липні 2018 року Чібнолл також заявив, що в серіалі не буде Далеків. Проте у грудні наступного року BBC оголосила, що в новорічному випуску буде показано повернення Далеків.

### Зміни дизайну
Новий логотип був представлений на виставці BBC Worldwide 20 лютого 2018 року. Цей логотип був розроблений креативним агентством Little Hawk, яке також створило стилізований знак зі словом «хто», укладеним у коло з лінією, що перетинається. Візуальні ефекти виконала британська компанія DNEG. Нова початкова назва не була включена до прем’єрного епізоду «Жінка, яка впала на Землю», а замість цього вперше з’явилася у другому епізоді, «Примарний пам'ятник».

### Зйомки
Підготовка до виробництва одинадцятого сезону розпочалася наприкінці жовтня 2017 року. Зйомки офіційно розпочалися 31 жовтня 2017 року  і завершилися 3 серпня 2018 року . Джеймі Чайлдс зняв перший і дев'ятий епізод сезону у першому виробничому блоці, знявши вступне відео Віттакер як Тринадцятого Доктора. Саллі Апрахамян зняла третій знімальний блок, що складається з двох епізодів.
Одинадцятий сезон вперше в історії серіалу був знятий з використанням анаморфних об’єктивів Кука та Анженьє, креативне рішення, прийняте для того, щоб зробити шоу більш кінематографічним.
У листопаді 2017 року продюсерська група відвідала Шеффілд, де зняла більшу частину серії «Жінка, яка впала на землю». У січні 2018 року акторський склад і знімальна група вилетіли за кордон до Кейптауна, Південна Африка, де зняли зовнішні кадри для другого епізоду «Примарний пам'ятник». Це був перший раз, коли там знімали «Доктора Хто»  . У тому ж виробничому блоці в Південній Африці знімали третій епізод «Роза». У лютому 2018 року продюсерська група повернулася до Шеффілда, де зняли частину «Арахніди у Великій Британії». У зйомках був використаний зовнішній вигляд маєтку Парк-Гілл, Шеффілд . У березні 2018 року продюсерська група поїхала до Госпорту, де відзняли частину «Шукачі відьом» . Австралійський режисер Дженніфер Перротт відвідала Велику Британію для зйомок п'ятого епізоду «Головоломка Цуранга» і сьомого епізоду «Керблам!»   . Шостий епізод, «Демони Пенджабу», знімали в провінції Гранада, Іспанія.
У 2018 році замість традиційного щорічного різдвяного випуску був знятий новорічний спеціальний епізод «Рішення»  .
Виробничі блоки були розташовані таким чином:  
| Блок | Епізод(и)                     | Режисер           | Сценарист(и)                   | Продюсер     |
| ---- | ----------------------------- | ----------------- | ------------------------------ | ------------ |
| 1    | «Жінка, що впала на Землю»    | Джеймі Чайлдс     | Кріс Чібнолл                   | Ніккі Вілсон |
| 1    | "Воно уводить тебе»           | Джеймі Чайлдс     | Ед Гайм                        | Ніккі Вілсон |
| 2    | «Примарний пам'ятник»         | Марк Тондерай     | Кріс Чібнолл                   | Ніккі Вілсон |
| 2    | "Роза»                        | Марк Тондерай     | Малорі Блекмен та Кріс Чібнолл | Ніккі Вілсон |
| 3    | «Арахніди у Великій Британії» | Саллі Апрагаміан  | Кріс Чібнолл                   | Алекс Мерсер |
| 3    | «Шукачі відьом»               | Саллі Апрагаміан  | Джой Вілкінсон                 | Алекс Мерсер |
| 4    | «Головоломка Цуранга»         | Дженніфер Перротт | Кріс Чібнолл                   | Ніккі Вілсон |
| 4    | «Керблам!»                    | Дженніфер Перротт | Піт Мактіг                     | Ніккі Вілсон |
| 5    | «Демони Пенджабу»             | Джеймі Чайлдс     | Віней Пател                    | Алекс Мерсер |
| 5    | «Битва на Ранскур Ав Колосі»  | Джеймі Чайлдс     | Кріс Чібнолл                   | Алекс Мерсер |
| X    | «Рішення»                     | Вейн Іп           | Кріс Чібнолл                   | Ніккі Вілсон |

### Музика
У лютому 2018 року Мюррей Ґолд оголосив, що піде з посади композитора програми, яку обіймав з 2005 року, і що він не буде складати музику до одинадцятого сезону. 26 червня 2018 року продюсер Кріс Чібнолл оголосив, що музику для одинадцятого сезону створить випускник Королівської Бірмінгемської консерваторії Сегун Акінола . В ряді трейлерів до одинадцятої серії використовувалася «Glorious» авторства Macklemore та Скайлар Грей.

## Випуск

### Просування
16 липня 2017 року на вебсайті «Доктора Хто» був опублікований хвилинний кліп після чоловічого фіналу Вімблдонського турніру 2017 року, де Джоді Віттакер була представлена як Тринадцятий Доктор. Перший тизер серіалу був опублікований під час фіналу Чемпіонату світу з футболу 2018 року 15 липня 2018 року, майже рівно через рік після офіційного оголошення . Віттакер, Ґілл, Кол, Чібнолл і Стревенс рекламували шоу на панелі Comic-Con в Сан-Дієго 19 липня 2018 року , де показали перший трейлер. Другий трейлер серіалу вийшов 20 вересня 2018 року . Прем’єра нового сезону відбулася в The Moor, Шеффілд, 24 вересня 2018 року, як частина «червоної доріжки» першого епізоду та одинадцятого сезону .

### Трансляція
Одинадцятий сезон вийшов 7 жовтня 2018 року та завершився 9 грудня 2018 року  . Серіал транслювався по неділях; перехід на неділю став першим в історії програми, раніше регулярні епізоди всієї відродженої епохи транслювали по суботах. Однак перехід із суботніх днів був не першим в історії шоу: епізоди були перенесені з суботнього ефіру на будні в епохи П’ятого та Сьомого Докторів.
«Жінка, яка впала на Землю» вийшла в прокат у бразильських кінотеатрах 7 жовтня 2018 року , у російських, українських, білоруських, казахстанських та азербайджанських кінотеатрах 7–8 жовтня , у деяких австралійських кінотеатрах 8 жовтня  і в США 10–11 жовтня.

### СпецвипускChildren in Need
7 серпня 2018 року Cultbox повідомив, що акторський склад і знімальна група «Доктора Хто» записали скетч до благодійного збору «Діти в біді» (англ. Children in Need) 2018 року. Скетч вийшов в ефір під час «Діти в біді» 16 листопада 2018 року під назвою «Сюрприз для Анни від Доктора Хто». Дев’ятирічна Анна Марк, яка страждає на муковісцидоз, та її брат Алекс відвідали ТАРДІС і місце зйомок «Доктора Хто» в Кардіффі, зустрівши Ґілл, Кола, Волша та Віттакер .
 

## Відгуки і сприйняття

### Рейтинги
Прем’єрний епізод «Жінка, яка впала на Землю» зібрав загалом 10,96 мільйонів глядачів, що робить його найбільш переглянутою прем’єрою сезону за всю історію Доктора та найвищим консолідованим рейтингом з часів випуску «Час доктора» (2013). У грудні 2018 року BBC опублікувала подробиці десяти найбільш запитуваних епізодів на iPlayer за жовтень; «Жінка, яка впала на Землю» зайняла друге місце з 2,96 мільйонів запитів, а прем’єрний епізод «Вбиваючи Єву» – перше . У січні 2019 року BBC опублікувала звіт про запити BBC iPlayer у 2018 році; Згідно з оприлюдненими даними, «Доктор Хто» зайняв четверте місце за популярністю.
| No. | Назва                       | Дата виходу       | Вечірні рейтинги | Вечірні рейтинги | Кінцеві рейтинги | Кінцеві рейтинги | Всього глядачів (млн) | Глядачів за 28 днів (млн) | AI | Пос.                |
| No. | Назва                       | Дата виходу       | Глядачів (млн)   | Ранк             | Глядачів (млн)   | Ранк             | Всього глядачів (млн) | Глядачів за 28 днів (млн) | AI | Пос.                |
| --- | --------------------------- | ----------------- | ---------------- | ---------------- | ---------------- | ---------------- | --------------------- | ------------------------- | -- | ------------------- |
| 1   | Жінка, що впала на Землю    | 7 жовтня 2018     | 8.20             | 2                | 2.76             | 1                | 10.960                | 11.456                    | 83 | [ 2 ] [ 78 ] [ 79 ] |
| 2   | Примарний пам'ятник         | 14 жовтня 2018    | 7.11             | 2                | 1.89             | 4                | 9.002                 | 9.807                     | 82 | [ 2 ] [ 78 ] [ 80 ] |
| 3   | Роза                        | 21 жовтня 2018    | 6.39             | 2                | 1.98             | 4                | 8.410                 | 9.006                     | 83 | [ 2 ] [ 78 ] [ 81 ] |
| 4   | Арахніди у Великій Британії | 28 жовтня 2018    | 6.43             | 2                | 1.79             | 4                | 8.219                 | 8.702                     | 83 | [ 2 ] [ 78 ] [ 82 ] |
| 5   | Головоломка Цуранга         | 4 листопада 2018  | 6.12             | 2                | 1.64             | 6                | 7.761                 | 8.320                     | 79 | [ 2 ] [ 78 ] [ 83 ] |
| 6   | Демони Пенджабу             | 11 листопада 2018 | 5.77             | 3                | 1.71             | 8                | 7.484                 | 7.999                     | 80 | [ 2 ] [ 78 ] [ 84 ] |
| 7   | Керблам!                    | 18 листопада 2018 | 5.93             | 4                | 1.53             | 9                | 7.458                 | 8.055                     | 81 | [ 2 ] [ 78 ] [ 85 ] |
| 8   | Шукачі відьом               | 25 листопада 2018 | 5.66             | 4                | 1.55             | 17               | 7.212                 | 7.648                     | 81 | [ 2 ] [ 78 ] [ 86 ] |
| 9   | Воно уводить тебе           | 2 грудня 2018     | 5.07             | 5                | 1.35             | 22               | 6.421                 | 6.785                     | 80 | [ 2 ] [ 78 ] [ 87 ] |
| 10  | Битва на Ранскур Ав Колосі  | 9 грудня 2018     | 5.32             | 4                | 1.33             | 18               | 6.649                 | 7.142                     | 79 | [ 2 ] [ 78 ] [ 88 ] |
| -   | Рішення                     | 1 січня 2019      | 5.15             | 4                | 1.98             | 14               | 7.126                 | 7.361                     | 80 | [ 2 ] [ 78 ] [ 89 ] |

### Відгуки критиків
Одинадцятий сезон «Доктора Хто» отримав позитивні відгуки критиків. Він має рейтинг схвалення 90% на агрегаторі оглядів Rotten Tomatoes із середнім балом 7,37/10 на основі 41 рецензії критиків. Консенсус сайту гласить: «Отримавши безмежну енергію та чарівність Джоді Віттакер, „Доктору Хто“ вдалося освіжитися за 55-річний період». На Metacritic серіал має середньозважений бал 78 зі 100 на основі десяти оглядів, що вказує на «загалом схвальні відгуки».
Кейтлін Томас з TV Guide похвалила «пристрасть і вогонь» Джоді Віттакер, але відмітила, що серіал підводить своїх товаришів; він «небагато зробив для їхнього розвитку», і «після чотирьох епізодів вони всі залишаються такими ж [нерозкритими] персонажами, якими вони були на початку».

### Нагороди та номінації
| Рік  | Нагорода                          | Категорія                                                         | Номінація                                      | Підсумок  | Пос.          |
| ---- | --------------------------------- | ----------------------------------------------------------------- | ---------------------------------------------- | --------- | ------------- |
| 2018 | 23-я Премія «Супутник»            | Найкращий жанровий телевізійний серіал                            | Доктор Хто                                     | Номінація | [ 91 ]        |
| 2018 | 23-я Премія «Супутник»            | Найкраща жіноча роль в телевізійному серіалі — драма              | Джоді Віттакер                                 | Номінація | [ 91 ]        |
| 2019 | БАФТА Уельс                       | Найкраща акторка                                                  | Джоді Віттакер                                 | Номінація | [ 92 ]        |
| 2019 | БАФТА Уельс                       | Найкращий художній дизайн                                         | Арвел Він Джонс                                | Номінація | [ 92 ]        |
| 2019 | БАФТА Уельс                       | Найкраща телевізійна драма                                        | Доктор Хто                                     | Номінація | [ 92 ]        |
| 2019 | BAFTA TV Awards                   | Virgin Media's Must-See Moment                                    | "Роза"                                         | Номінація | [ 93 ]        |
| 2019 | Премія Г'юго                      | Премія «Г'юґо» за найкращу драматичну постановку в короткій формі | Малорі Блекмен та Кріс Чібнолл за серію "Роза" | Номінація | [ 94 ]        |
| 2019 | Премія Г'юго                      | Премія «Г'юґо» за найкращу драматичну постановку в короткій формі | Віней Пател за серію "Демони Пенджабу"         | Номінація | [ 94 ]        |
| 2019 | National Television Award         | Найкраща драматична постановка                                    | Джоді Віттакер                                 | Номінація | [ 95 ]        |
| 2019 | Премія «Сатурн»                   | Найкращий науково-фантастичний телевізійний серіал                | Доктор Хто                                     | Номінація | [ 96 ]        |
| 2019 | Премія «Сатурн»                   | Найкраща жіноча роль у телевізійному серіалі                      | Джоді Віттакер                                 | Номінація | [ 96 ]        |
| 2019 | Премія «Сатурн»                   | Найкращий виступ молодого актора в телесеріалі                    | Тосін Кол                                      | Номінація | [ 96 ]        |
| 2019 | TV Quick Awards                   | Найкраща сімейна драма                                            | Доктор Хто                                     | Номінація | [ 97 ]        |
| 2019 | TV Quick Awards                   | Найкраща акторка                                                  | Джоді Віттакер                                 | Номінація | [ 97 ]        |
| 2019 | Премія організації Visionary Arts | Телевізійне шоу року                                              | "Роза"                                         | Перемога  | [ 98 ] [ 99 ] |

## Саундтрек
12 грудня 2018 року Silva Screen Records випустила саундтрек під назвою «Thirteen», тема Тринадцятого Доктора. 11 січня 2019 року Silva Screen Records випустили ще 40 вибраних композицій з цього мезону, які створив Сегун Акінола, на 2 компакт-дисках, включаючи два треки з новорічного спеціального випуску «Рішення» 2019 року .

## Уточнення
1. ↑  Епізод 1, усього глядачів: 10.535м на ТБ, 234т на ПК, 110т на планшетах, 80т на смартфонах
2. ↑  Епізод 1, глядачів за 28 днів: 10.930м на ТБ, 286т на ПК, 139т на планшетах, 102т на смартфонах
3. ↑  Епізод 2, усього глядачів: 8.670м на ТБ, 184т на ПК, 83т на планшетах, 64т на смартфонах
4. ↑  Епізод 2, глядачів за 28 днів: 9.382м на ТБ, 232т на ПК, 110т на планшетах, 84т на смартфонах
5. ↑  Епізод 3, усього глядачів: 8.088м на ТБ, 176т на ПК, 82т на планшетах, 63т на смартфонах
6. ↑  Епізод 3, глядачів за 28 днів: 8.609м на ТБ, 215т на ПК, 102т на планшетах, 79т на смартфонах
7. ↑  Епізод 4, усього глядачів: 7.974м на ТБ, 131т на ПК, 62т на планшетах, 51т на смартфонах
8. ↑  Епізод 4, глядачів за 28 днів: 8.396м на ТБ, 163т на ПК, 79т на планшетах, 64т на смартфонах
9. ↑  Епізод 5, усього глядачів: 7.494м на ТБ, 148т на ПК, 66т на планшетах, 53т на смартфонах
10. ↑  Епізод 5, глядачів за 28 днів: 7.996м на ТБ, 176т на ПК, 82т на планшетах, 66т на смартфонах
11. ↑  Епізод 6, усього глядачів: 7.233м на ТБ, 139т на ПК, 61т на планшетах, 51т на смартфонах
12. ↑  Епізод 6, глядачів за 28 днів: 7.699м на ТБ, 159т на ПК, 77т на планшетах, 64т на смартфонах
13. ↑  Епізод 7, усього глядачів: 7.225м на ТБ, 120т на ПК, 61т на планшетах, 52т на смартфонах
14. ↑  Епізод 7, глядачів за 28 днів: 7.776м на ТБ, 138т на ПК, 76т на планшетах, 64т на смартфонах
15. ↑  Епізод 8, усього глядачів: 7.029м на ТБ, 78т на ПК, 57т на планшетах, 48т на смартфонах
16. ↑  Епізод 8, глядачів за 28 днів: 7.424м на ТБ, 94т на ПК, 71т на планшетах, 59т на смартфонах
17. ↑  Епізод 9, усього глядачів: 6.242м на ТБ, 77т на ПК, 55т на планшетах, 47т на смартфонах
18. ↑  Епізод 9, глядачів за 28 днів: 6.569м на ТБ, 92т на ПК, 67т на планшетах, 57т на смартфонах
19. ↑  Епізод 10, усього глядачів: 6.481м на ТБ, 73т на ПК, 51т на планшетах, 44т на смартфонах
20. ↑  Епізод 10, глядачів за 28 днів: 6.931м на ТБ, 89т на ПК, 66т на планшетах, 56т на смартфонах
21. ↑  Special episode, усього глядачів: 6.955м на ТБ, 73т на ПК, 54т на планшетах, 44т на смартфонах
22. ↑  Special episode, усього глядачів: 7.154м на ТБ, 90т на ПК, 63т на планшетах, 53т на смартфонах
23. ↑  Програв серіалу AMC Терор
24. ↑  Програла Джулії Робертс в Поверненні додому[en]
25. ↑  Програла Річарду Меддену в Охоронці